# بيت تومسون
بيت تومسون (بالإنجليزية: Pete Thompson)‏ هو طبال بريطاني، ولد في 1952.